# Bytjärnen (Gnarps socken, Hälsingland, 688162-157250)
Bytjärnen är en sjö i Nordanstigs kommun i Hälsingland och ingår i Gnarpsåns huvudavrinningsområde.